# Liste der Naturdenkmale in Goch

Wappen Stadt Goch

Die Liste der Naturdenkmale in Goch enthält die Naturdenkmale aus dem Landschaftsplan Nr. 9 (LP09) des Kreis Kleve. Rechtskraft seit 6. Oktober 1982 (Stand 2004).
In ihr finden sich an 13 Standorten besondere Bäume, Hecken, Alleen und Baumgruppen aus Goch, die durch ihre Schönheit, Eigenart und Seltenheit beeindrucken. Größtenteils sind das alte Baumbestände auf Höfen. Aber auch landschaftlich wertvolle Alleen und Heckenpflanzungen, die das sonst landwirtschaftlich geprägte Landschaftsbild auflockern und wertvolle Lebensräume für Tiere und Pflanzen bieten, sind darin zu finden. Naturdenkmale aus der Gocher Heide sind in einem eigenen Landschaftsplan (LP07) gelistet.
| Denkmal-Nummer | Ort / Lage                                                                                               | Bezeichnung des ND                                 | Anzahl | Art | Eingetragen seit | Schutzgrund        | Beschreibung | Bild                          |
| -------------- | --- | -------------------------------------------------- | ------ | --- | ---------------- | ------------------ | --- | ----------------------------- |
| ND 01          | Goch-Nierswalde Asperberg, parallel zu Triftstraße und Kesseler Straße entlang der Wirtschaftswege Karte | Windschutzanlage am Asperberg                      | 4      | Windschutzsystem bestehend aus 4 Hecken | 1982             | Ökologische Gründe | Länge: 350 bis 500 m mit verschiedenen Baum- und Straucharten wie Eiche, Buche, Ahorn, Birke, Kirsche, Vogelbeere. Lebensraum für seltene Tierarten zwischen Ackerflächen. Höhe der Bäume: bis 20 m Kronendurchmesser: bis 10 m.                             | BW                            |
| ND 02          | Goch-Pfalzdorf Entlang der Eyckschestraße und der Zufahrt (Allee) zum Eyckhof, Eyckschestraße 41 Karte   | Baumbestand vom Eyckhof                            | 33     | 11 × Stieleiche (Quercus robur) 21 × Bergahorn (Acer pseudoplatanus) 1 × Edelkastanie (Castanea sativa) | 1982             | Schönheit Eigenart | Eiche (Allee): Stammumfang: 170–270 cm Höhe:ca. 20 m Kronendurchmesser: ca. 15 m Bergahorn (Allee): Stammumfang: 100–130 cm Höhe:ca. 15 m Kronendurchmesser: ca. 15 m Edelkastanie (Hausbaum): Stammumfang: 430 cm Höhe:ca. 15 m Kronendurchmesser: ca. 18 m | BW                            |
| ND 03          | Goch Hofstelle Am Gocher Berg / Emmericher Weg 133 Karte                                                 | Baumgruppe am Gehöft Gocher Grenzweg               | 17     | Roteiche (Quercus rubra) | 1982             | Schönheit Eigenart | Stammumfang: 150–220 cm Höhe: ca. 15–18 m Kronendurchmesser: ca. 10 m Platanenallee mit Bäumen verschiedenen Alters, wertvolle Altbäume und Neupflanzungen.                                                                                                  | BW                            |
| ND 04          | Goch Pfalzdorfer Straße zwischen dem Gocher Berg und der Kaserne Karte                                   | Allee an der Pfalzdorfer Straße                    | 238    | Platane (Platanus acerifolia) | 1982             | Schönheit Eigenart | Stammumfang:170–190 cm Höhe: ca. 20 m Kronendurchmesser: ca. 12 m Platanenallee mit Bäumen verschiedenen Alters, wertvolle Altbäume und Neupflanzungen. | BW                            |
| ND 05          | Goch-Voßheide Weggabelung Kalbecker Straße in der Voßheide Karte                                         | Einzelbaum an der Kalbecker Straße in der Voßheide | 1      | Sommerlinde (Tilia platyphyllos) | 1982             | Schönheit Eigenart | Stammumfang:360 cm Höhe: ca. 25 m Kronendurchmesser: ca. 20 m Großer, alter, auffälliger Baum in weiter Feldflur. | BW                            |
| ND 06          | Goch-Hülm Robbenhof, entlang dem Rittorpweg in Hülm Karte                                                | Allee am Robbenhof                                 | 20     | Roteiche (Quercus rubra) | 1982             | Schönheit Eigenart | Stammumfang: 150–210 cm Höhe:ca. 15 m Kronendurchmesser: bis ca. 15 m | BW                            |
| ND 07          | Goch nordwestliche Zufahrt zum Thomashof und Grundstück, Gaesdoncker Str. / Thomashof Karte              | Baumbestand am Thomashof                           | 94     | 25 × Roteiche (Quercus rubra) 55 × Ahorn (Acer pseudoplatanus, Acer platanoides, Acer platanoides Fassens Black) 2 × Silberpappel (Populus alba) 10 × Edelkastanie (Castanea sativa) 1 × Blutbuche (Fagus silvatica atropurpurea) 1 × Bergahorn, 3-stämmig (Acer pseudoplatanus) | 1982             | Schönheit Eigenart | Stammumfang: Roteichenallee: 125–225 cm Ahornallee: 110–210 cm Stieleichen: 310 u. 350 cm Silberpappeln: 200 u. 280 cm Blutbuche: 270 cm Bergahorn: 350 cm Höhe: ca. 15–25 m                                                                                 | BW                            |
| ND 08          | Goch-Hommersum Hofgelände Böntum, Klockscherweg 33 / Grenze Niederlande Karte                            | Baumbestand auf Böntum                             | 3      | 1 × Edelkastanie (Castanea sativa) 1 × Sommerlinde (Tilia platyphyllos) 1 × Weißbuche (Carpinus betulus) | 1982             | Schönheit Eigenart | Edelkastanie: Stammumfang: 510 cm Höhe:ca. 20 m Kronendurchmesser: ca. 20 m Sommerlinde: Stammumfang: 360 cm Höhe:ca. 15 m Kronendurchmesser: ca. 18 m Weißbuche: Stammumfang: 220 cm Höhe:ca. 18 m Kronendurchmesser: ca. 20 m                              | BW                            |
| ND 09          | Goch-Hommersum Hofgelände Kapellenhof in Viller, Kapellenhofstraße 68 Karte                              | Baumbestand am Kapellenhof                         | 7      | 3 × Blutbuche (Fagus silvatica atropurpurea) 2 × Roteiche (Quercus rubra) 2 × Sommerlinde (Tilia platyphyllos) | 1982             | Schönheit Eigenart | Buchen: Stammumfang: 110–240 cm Höhe: ca. 10–20 m Kronendurchmesser: bis ca. 14 m Eichen: Stammumfang: 180–270 cm Höhe: ca. 18 m Kronendurchmesser: ca. 12 m bzw. 20 m Linden: Stammumfang: ca. 260 cm Höhe: ca. 18 m Kronendurchmesser: ca. 15 m            | BW                            |
| ND 10          | Goch-Kessel Zufahrtsbereich zum ehemaligen Rittergut Haus Driesberg, Driesbergstraße 40 Karte            | Baumbestand bei Haus Driesberg                     | 43     | 31 × Sommerlinde (Tilia platyphyllos) 12 × Edelkastanie (Castanea sativa) | 1982             | Schönheit Eigenart | Allee (19) und Baumgruppe (12) aus Sommerlinden: Stammumfang: 100–290 cm Höhe: 15–25 m Kronendurchmesser: 10–15 m Baumreihe aus 12 Edelkastanien: Stammumfang: 170–390 cm Höhe: ca. 15 m Kronendurchmesser: ca. 12 m                                         | mehr Fotos \| Fotos hochladen |
| ND 11          | Goch-Kessel nördliche Zufahrt zur Viller Mühle, Viller 27 / Kapellenhofstraße Karte                      | Baumbestand an der Viller Mühle                    | 14     | 1 × Blutbuche (Fagus silvatica atropurpurea) 13 × Rosskastanie (Aesculus hippocastanum) | 1982             | Schönheit Eigenart | Baumreihe aus Kastanien und einer Blutbuche. | BW                            |
| ND 12          | Goch-Asperden Nähe Kloster Graefenthal, Maasstraße 50 / Baggersee Karte                                  | Eiche Kessel                                       | 1      | Stieleiche (Quercus robur) | 1982             | Schönheit Eigenart | Stammumfang: 140 cm Höhe: 440 cm Kronendurchmesser: ca. 14 m | BW                            |
| ND 13          | Goch-Hülm Hülmer Deich / Grenze Niederlande Karte                                                        | Baumreihe Hülmer Deich                             | 26     | Stieleiche (Quercus robur) | 1982             | Schönheit Eigenart | Stammumfang: 40–70 cm Höhe: 120–210 cm Kronendurchmesser: 13–15 m | BW                            |